# Església de Sant Antolí
Sant Antolí és una església a la part alta del poble de Sant Antolí i Vilanova, al municipi de Ribera d'Ondara (Segarra) catalogada a l'Inventari del Patrimoni Arquitectònic de Catalunya. Aquesta església va ser l'antiga parròquia del poble i restà vinculada al bisbat de Vic a partir del segle xi i XII, fins que el 1957 s'entregà al bisbat de Solsona. La primitiva construcció d'aquesta església presentava una estructura d'una sola nau, capçada amb un absis semicircular i una porta d'accés al mur sud. Entre els segles XIV i XV s'afegí una segona nau al costat sud, que anul·là l'antiga porta romànica d'accés i s'obrí una façana nord. Dins de l'església s'hi venera una relíquia de Sant Isidre Llaurador.

## Arquitectura
Església aïllada de qualsevol edificació i que presenta dos moments constructius clarament definits a partir de la seva estructura. Actualment l'edifici presenta ambdues naus juxtaposades, cobertes exteriorment a doble vessant, i la més primitiva capçada amb un absis semicircular amb una obertura d'una finestra de doble esqueixada. La porta d'accés a l'edifici està situada a la façana nord de la primitiva nau, amb un arc de mig punt de grans dovelles extradossades per una motllura que forma un guardapols. Una placa situada al costat dret d'aquesta porta d'accés mostra la imatge de Sant Isidre Llaurador en relleu i una inscripció que diu "ERMITA DE SANT ISIDRE". Al mig de la façana sud, s'obre una petita capella amb coberta a doble vessant. Finalment, un campanar d'espadanya de dos ulls, s'alça sobre l'aresta de la coberta exterior de la nau situada més al sud, en posició paral·lela a l'eix horitzontal d'aquesta. Dins de l'església es conserven estructures de la segona nau que s'afegí al costat sud i que corresponen a les ampliacions dels segles XIV i XV situades al voltant de l'altar d'aquesta, com per exemple la coberta amb volta de creueria o l'estructura d'un finestral apuntat amb decoració lobulada, actualment paredat. L'església disposa també d'una pica beneitera situada al seu interior, davant la porta d'accés. Aquesta se'ns presenta estructurada a partir de fust i vas, sense sòcol. Així doncs, el fust de la pica, de secció quadrada amb les arestes bisellades, arranca directament del paviment de l'edifici. Un collarí motllurat serveix de nexe d'unió entre el fust i el vas de la pica. La part inferior del vas és gallonat i disposa d'un doble cordó motllurat que ressegueix el seu perímetre circular. L'interior del vas està motllurat i mostra un treball apetxinat.